# Distenia columbina
Distenia columbina är en skalbaggsart som beskrevs av Amédée Louis Michel Lepeletier och Audinet-serville 1828. Distenia columbina ingår i släktet Distenia och familjen långhorningar.
Artens utbredningsområde är Paraguay. Inga underarter finns listade i Catalogue of Life.